# Bozalqanlı
Bozalqanlı är en ort i Azerbajdzjan.   Den ligger i distriktet Tovuz Rayonu, i den västra delen av landet, 400 km väster om huvudstaden Baku. Bozalqanlı ligger 413 meter över havet och antalet invånare är 3 861.
Terrängen runt Bozalqanlı är platt åt nordost, men åt sydväst är den kuperad. Runt Bozalqanlı är det ganska tätbefolkat, med 78 invånare per kvadratkilometer.. Närmaste större samhälle är Tovuz, 0,81 km väster om Bozalqanlı.
Trakten runt Bozalqanlı består till största delen av jordbruksmark.